# Canton de Castelnau-de-Médoc
Pour les articles homonymes, voir Castelnau et Médoc (homonymie).
Le canton de Castelnau-de-Médoc est une ancienne division administrative française située dans le département de la Gironde, en région Aquitaine. Au redécoupage cantonal de 2014, l'ancien canton de Castelnau-de-Médoc est inclus dans le nouveau canton de Sud-Médoc (23 communes)

## Géographie
Ce canton était organisé autour de Castelnau-de-Médoc dans l'arrondissement de Lesparre-Médoc. Son altitude variait de 0 m (Cussac-Fort-Médoc) à 66 m (Lacanau) pour une altitude moyenne de 27 m.

## Composition
Le canton de Castelnau-de-Médoc regroupait dix-neuf communes et comptait 35 067 habitants (population municipale) au 1er janvier 2012.
| Nom                | Code Insee | Intercommunalité    | Superficie (km2) | Population (dernière pop. légale) | Densité (hab./km2) |
| ------------------ | ---------- | ------------------- | ---------------- | --------------------------------- | ------------------ |
| Arcins             | 33010      | CC Médoc Estuaire   | 6,77             | 461 (2014)                        | 68                 |
| Arsac              | 33012      | CC Médoc Estuaire   | 32,60            | 3 347 (2014)                      | 103                |
| Avensan            | 33022      | CC Médullienne      | 52,24            | 2 764 (2014)                      | 53                 |
| Brach              | 33070      | CC Médullienne      | 28,61            | 599 (2014)                        | 21                 |
| Cantenac           | 33091      | CC Médoc Estuaire   | 14,26            | 1 358 (2014)                      | 95                 |
| Castelnau-de-Médoc | 33104      | CC Médullienne      | 23,92            | 4 356 (2014)                      | 182                |
| Cussac-Fort-Médoc  | 33146      | CC Médoc Estuaire   | 18,01            | 2 122 (2014)                      | 118                |
| Labarde            | 33211      | CC Médoc Estuaire   | 4,76             | 582 (2014)                        | 122                |
| Lacanau            | 33214      | CC Médoc Atlantique | 214,02           | 4 552 (2014)                      | 21                 |
| Lamarque           | 33220      | CC Médoc Estuaire   | 8,91             | 1 271 (2014)                      | 143                |
| Listrac-Médoc      | 33248      | CC Médullienne      | 61,90            | 2 641 (2014)                      | 43                 |
| Margaux            | 33268      | CC Médoc Estuaire   | 7,36             | 1 554 (2014)                      | 211                |
| Moulis-en-Médoc    | 33297      | CC Médullienne      | 20,56            | 1 795 (2014)                      | 87                 |
| Le Porge           | 33333      | CC Médullienne      | 149,03           | 2 721 (2014)                      | 18                 |
| Sainte-Hélène      | 33417      | CC Médullienne      | 127,87           | 2 678 (2014)                      | 21                 |
| Salaunes           | 33494      | CC Médullienne      | 42,64            | 855 (2014)                        | 20                 |
| Saumos             | 33503      | CC Médullienne      | 57,65            | 545 (2014)                        | 9,5                |
| Soussans           | 33517      | CC Médoc Estuaire   | 13,55            | 1 577 (2014)                      | 116                |
| Le Temple          | 33528      | CC Médullienne      | 71,83            | 562 (2014)                        | 7,8                |

## Démographie
| 1962   | 1968   | 1975   | 1982   | 1990   | 1999   | 2006   | 2011   | 2012   |
| ------ | ------ | ------ | ------ | ------ | ------ | ------ | ------ | ------ |
| 15 409 | 16 365 | 17 770 | 21 374 | 24 184 | 26 131 | 30 878 | 34 531 | 35 067 |

## Histoire
De 1833 à 1848, les cantons de Blanquefort et de Castelnau avaient le même conseiller général. Le nombre de conseillers généraux par département était limité à 30.
Avant le 1er mai 2006, le canton faisait partie de l'arrondissement de Bordeaux. Depuis, il est rattaché à l'arrondissement de Lesparre-Médoc.

## Administration

### Conseillers généraux de 1833 à 2015
| Période | Période      | Identité                                               | Étiquette                | Qualité |
| ------- | ------------ | ------------------------------------------------------ | ------------------------ | --- |
| 1833    | 1839 (décès) | Antoine Dariste (1763-1839)                            | Majorité gouvernementale | Médecin, maire de Blanquefort Député (1830-1834) |
| 1839    | 1848         | Jean-Élie Gautier                                      | Majorité ministérielle   | Propriétaire à Bordeaux Sous-Gouverneur de la Banque de France Député (1824-1830) Ministre des Finances (1839) Pair de France (1832-1848) Sénateur (1852-1858)   |
| 1848    | 1852         | Louis Bernard de Saint-Affrique                        |                          | Intendant militaire de la Garde du roi de Naples (Joseph Napoléon) en 1806 Maire de Listrac, conseiller d'arrondissement                                         |
| 1852    | 1867 (décès) | Jean-Baptiste Élisée Damas                             |                          | Négociant en vins à Bordeaux Propriétaire à Beychac-et-Caillau Président de la Chambre de commerce de Bordeaux                                                   |
| 1867    | 1877         | Félix Clauzel                                          | Droite                   | Propriétaire à Bordeaux et à Lamarque |
| 1877    | 1904 (décès) | Camille Lanoire                                        | Républicain              | Propriétaire à Bordeaux et à Margaux (Château La Gurgue), conseiller d'arrondissement, maire de Margaux                                                          |
| 1904    | 1907         | Romain Videau                                          | Républicain              | Vétérinaire, maire de Castelnau-de-Médoc (1881-1913) Député (1903-1906), conseiller d'arrondissement                                                             |
| 1907    | 1919         | Louis Charles Marie de La Trémoille, Prince de Tarente | RG                       | Propriétaire - Maire de Margaux, conseiller d'arrondissement Député (1906-1919)                                                                                  |
| 1919    | 1940         | Alain du Périer de Larsan                              | AD puis PSF              | Lieutenant-colonel en retraite, propriétaire à Moulis Nommé membre de la Commission administrative départementale en 1941 Nommé conseiller départemental en 1943 |
|         |              |                                                        |                          | |
| 1945    | 1955         | Jean Seynat                                            | DVD-RPF puis RS          | Médecin, propriétaire du Château Nairac à Barsac |
| 1955    | 1979         | André Dartigues                                        | Rad. puis MRG            | Médecin propriétaire d’un camping à Carcans et directeur du parc de vacances de Maubuisson                                                                       |
| 1979    | 1992         | Yves Lecaudey                                          | UDF-CDS puis DVG         | Instituteur, maire de Sainte-Hélène |
| 1992    | 1998         | Michel Lescoutra                                       | RPR                      | Viticulteur Maire de Listrac-Médoc |
| 1998    | 2011         | Yves Lecaudey                                          | PS                       | Maire de Sainte-Hélène Vice-Président du Conseil Général Président de la Communauté de communes (2003-2013)                                                      |
| 2011    | 2015         | Pascale Got                                            | PS                       | Journaliste Députée (2007-2017) Ancienne Conseillère municipale du Pian-Médoc Élue en 2015 dans le canton du Sud-Médoc                                           |

### Conseillers d'arrondissement (de 1833 à 1940)
Le canton de Castelnau appartenait à l'arrondissement de Bordeaux.
| Période                                  | Période | Identité                                               | Étiquette   | Qualité |
| ---------------------------------------- | ------- | ------------------------------------------------------ | ----------- | --- |
| 1833                                     | 1848    | Louis Bernard, Baron de Saint-Affrique                 |             | Maire de Listrac                                                                                            |
|                                          |         |                                                        |             | |
| 1871                                     | 1877    | Camille Lanoire (1838-1904)                            | Républicain | Président du comice agricole du Médoc, propriétaire, conseiller municipal de Margaux                        |
| 1877                                     | 1883    | Fortuné Beaucourt                                      | Républicain | Maire de Margaux                                                                                            |
| 1883                                     | 1904    | Romain Videau                                          | Républicain | Vétérinaire, maire de Castelnau-de-Médoc (1881-1913)                                                        |
| 1904                                     | 1907    | Louis Charles Marie de La Trémoille, Prince de Tarente | Républicain | Propriétaire - Maire de Margaux                                                                             |
|                                          |         |                                                        |             | |
| 1919                                     | 1940    | Gérard Marian                                          | RG          | Maire de Lacanau                                                                                            |
| 1940                                     |         |                                                        |             | Les conseils d'arrondissement ont été suspendus par la loi du 12 octobre 1940 et n'ont jamais été réactivés |
| Les données manquantes sont à compléter. |         |                                                        |             | |